# Euophrys catherinae
Euophrys catherinae är en spindelart som beskrevs av Prószynski 1999 [2000. Euophrys catherinae ingår i släktet Euophrys och familjen hoppspindlar. Inga underarter finns listade i Catalogue of Life.